# Batalla de Rheinberg
La batalla de Rheinberg tuvo lugar el 12 de junio de 1758 en Rheinberg, actualmente Alemania, como parte de la Guerra de los Siete Años. Un ejército francés bajo el mando de Luis de Borbón (1709-1771), conde de Clermont, y un ejército de coalición mandado por el Duque de Brunswick se enfrentaron en el curso una batalla cuyo resultado fue indeciso. Prefigura a la Batalla de Krefeld, una confrontación más decisiva, que tuvo lugar nueve días después..